# Florderrey (Riós)
Florderrey (llamada oficialmente Florderrei) es un lugar situado en la parroquia de Riós, del municipio español de Riós, en la provincia de Orense, Galicia. 

## Demografía
| Gráfica de evolución demográfica de Florderrey entre 2000 y 2023 |
|                                                                  |
| Datos según el nomenclátor publicado por el INE.                 |

## Folklore
Destaca por su rica tradición oral, de relatos y canciones en gallego y castellano sobre acontecimientos y temas de la vida cotidiana, asimismo dispersos por las aldeas del torno. Recientemente Xosé Lois Foxo comenzó una recopilación de esta tradición, que en parte se remonta a la Edad Media.[cita requerida]
Como homenaje a las cantareiras de Florderrei el 10 de junio de 2007 se inauguró una estatua de piedra confeccionada por el escultor Carballo.[cita requerida]